# Жив співучий дрізд (фільм, 1970)
«Жив співучий дрізд»груз. «იყო შაშვი მგალობელი»— грузинський радянський фільм відомого грузинсько-французького кінорежисера Отара Іоселіані.

## Сюжет
Гія Агладзе, літаврист оркестру оперного театру мешкає у великому місті. У нього багато друзів і знайомих. Щасливий за вдачею, Гія у всьому намагається взяти участь. Але не вміючи цінувати час, часто відволікається на дрібниці, все робить абияк, часто спізнюється, нічого не доводить до кінця. Так і не записавши музику, яка супроводжувала його останнім часом, випадково гине у вуличній плутанині.

## Актори
- Гєла Канделакі (англ. Gela Kandelaki) — Гія Агладзе
- Гогі Чхеідзе (англ. Gogi Chkheidze)
- Джансуг Кахідзе (англ. Jansug Kakhidze)
- Ірина Джандієрі (англ. Irine Jandieri)
- Олена Ландіа (англ. Elene Landia)
- І. Мдівані (англ. I. Mdivani)
- Марина Картсівадзе (англ. Marina Kartsivadze)
- Нугзар Еркомаішвілі (англ. Nugzar Erkomaishvili)
- Іраклі Квокрашвілі (англ. Irakli Qoqrashvili)
- Н. Анджапарідзе (англ. N. Andjaparidze)
- Дея Іванідзе (англ. Dea Ivanidze)
- Тамара Ішхнелі (англ. Tamari Ishkhneli)
- Тамара Гедеванішвілі (англ. T. Gedevanishvili)
- Реваз Барамідзе (англ. R. Baramidze)
- Роберт Стуруа (англ. Robert Sturua)
- Георгій Маргвелашвілі (англ. G. Margvelachvili)
- Зура Ніжарадзе (англ. Zura Nijaradze)
- Т. Мтацмінделі (англ. T. Mtatsmindeli)
- Г. Гзірішвілі (англ. G. Gzirishvili)
- М. Бакурадзе (англ. M. Bakuradze)
- Медея Джапарідзе (англ. Medea Djaparidze)
- Г. Дзнеладзе (англ. G. Dzneladze)
- Лука Енуквідзе (англ. Luka Enuqidze)
- Вахтанг Ерамашвілі (англ. Vaxtang Eremashvili)
- Отар Гегечкорі (англ. Otar Gegechkori)
- С. Джапарідзе (англ. S. Japaridze)
- Н. Калатозішвілі (англ. N. Kalatozishvili)
- В. Канчелі (англ. V. Kancheli)
- Т. Квашалі (англ. T. Kvashali)
- Резо Квеселева (англ. Rezo Kveseleva)
- Г. Ломсадзе (англ. G. Lomsadze)
- Тенгіз Закаріадзе (англ. Tengiz Magalashvili)
- Мака Махарадзе (англ. Maka Makharadze)
- І. Мамієв (англ. I. Mamiyev)
- Н. Піртсхалава (англ. N. Pirtskhalava)
- Дмитро Такайшвілі (англ. Dimitri Takaishvili)
- О. Цомая (англ. O. Tsomaya)